# Rob Corddry

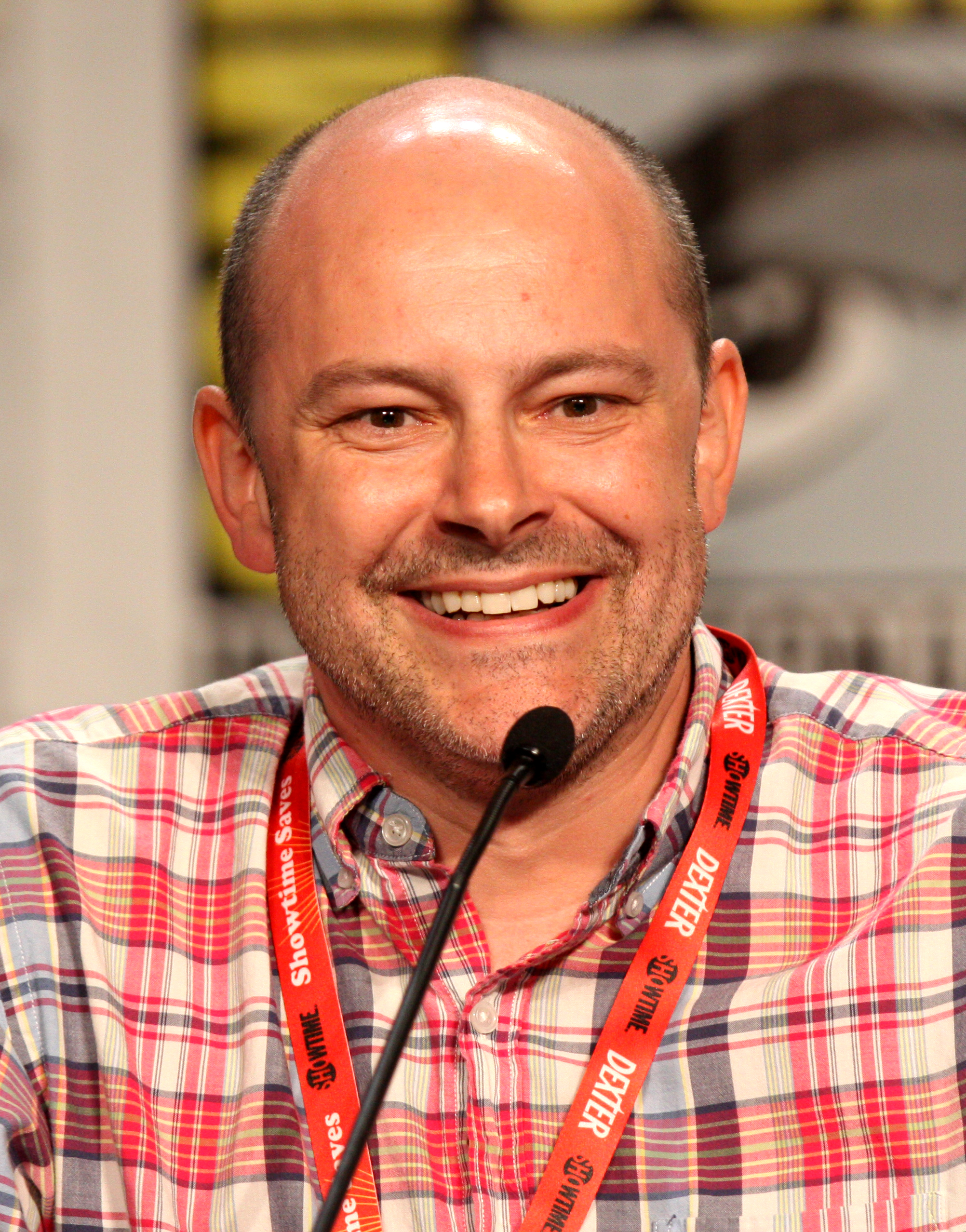
Rob Corddry bei der Comic-Con 2011

Robert „Rob“ William Corddry (* 4. Februar 1971 in Weymouth, Norfolk County, Massachusetts) ist ein US-amerikanischer Schauspieler.

## Leben
Rob Corddry studierte an der University of Massachusetts. Er debütierte in einer Folge der Fernsehserie Die Nanny aus dem Jahr 1995. Von 2001 bis 2006 arbeitete er als Korrespondent für die Comedyshow The Daily Show. Für die Fernsehkomödie I'm a Correspondent, Please Don't Fire Me (2003), in der er neben seinem Daily-Show-Kollegen Steve Carell auftrat, schrieb er das Drehbuch mit. Er verließ die Daily Show im August 2006 und übernahm die Hauptrolle in der Sitcom The Winner, die aber nach sechs Folgen eingestellt wurde. Seit 2008 spielt er die Hauptrolle in der Sitcom Children’s Hospital.
In der Komödie Blackballed: The Bobby Dukes Story (2004) übernahm er eine der Hauptrollen. In der Komödie Love Vegas (2008) mit Cameron Diaz spielte er die Rolle des mit Jack Fuller (Ashton Kutcher) befreundeten Anwalts Jeffery Lewis. Im März 2012 bekam er neben Leslie Bibb die Hauptrolle in Thomas Lennon und Robert Ben Garants Regiedebüt Hell Baby.
Corddry ist seit dem Jahr 2002 verheiratet und hat eine im Jahr 2006 geborene Tochter. Sein Bruder Nathan „Nate“ Corddry ist ebenfalls Schauspieler.

## Filmografie (Auswahl)
- 2000: Banal to the Bone: Portrait of an Artist (Kurzfilm)
- 2001–2007: The Daily Show (Comedyshow)
- 2003: Old School – Wir lassen absolut nichts anbrennen (Old School)
- 2004: Blackballed: The Bobby Dukes Story
- 2006: Zum Ausziehen verführt (Failure to Launch)
- 2006: Blind Wedding – Hilfe, sie hat ja gesagt (The Pleasure of Your Company)
- 2006: Oh je, du Fröhliche! (Unaccompanied Minors)
- 2006: The Winner (Fernsehserie)
- 2007: Das 10 Gebote Movie (The Ten)
- 2007: Die Eisprinzen (Blades of Glory)
- 2007: Chuck und Larry – Wie Feuer und Flamme (I Now Pronounce You Chuck and Larry)
- 2007: Nach 7 Tagen – Ausgeflittert (The Heartbreak Kid)
- 2008: Semi-Pro
- 2008: Love Vegas (What Happens in Vegas)
- 2008: Harold & Kumar 2 – Flucht aus Guantanamo (Harold & Kumar Escape from Guantanamo Bay)
- 2008: W. – Ein missverstandenes Leben (W.)
- 2008–2016: Childrens Hospital (Fernsehserie, 78 Episoden)
- 2009: Law & Order (Fernsehserie, Episode 20x06)
- 2010: Hot Tub – Der Whirlpool … ist ’ne verdammte Zeitmaschine! (Hot Tub Time Machine)
- 2010: Operation: Endgame
- 2010, 2012, 2014: Community (Fernsehserie, drei Episoden)
- 2011: Alles in Butter (Butter)
- 2012: Auf der Suche nach einem Freund fürs Ende der Welt (Seeking a Friend for the End of the World)
- 2012–2013: Ben and Kate (Fernsehserie, drei Episoden)
- 2012–2013: Happy Endings (Fernsehserie, drei Episoden)
- 2013: Warm Bodies
- 2013: Ganz weit hinten (The Way, Way Back)
- 2013: Nix wie weg – vom Planeten Erde (Escape from Planet Earth, Stimme)
- 2013: Pain & Gain
- 2014: Sex Tape
- 2014: Hawaii Five-0 (Fernsehserie, Episode 4x18)
- 2015: Hot Tub Time Machine 2
- 2015–2019: Ballers (Fernsehserie)
- 2016: Office Christmas Party
- 2016–2017: Speechless (Fernsehserie, zwei Episoden)
- 2017: How to Be a Latin Lover
- 2017: Shimmer Lake
- 2017: Mister Before Sister (The Layover)
- 2018: Dog Days
- 2019–2021: The Unicorn (Fernsehserie, 31 Episoden)
- 2023: Die verrückte Geschichte der Welt, Teil II (History of the World, Part II, Fernsehserie, zwei Episoden)
- 2023: Die Goldbergs (The Goldbergs, Fernsehserie, eine Episode)
- 2023: Bookie (Fernsehserie, 3 Episoden)
- 2024: Noch nicht ganz tot (Not Dead Yet, Fernsehserie, eine Episode)